# Luis Mandoki
Luis Mandoki (Ciutat de Mèxic, 17 d'agost de 1954) és un director de cinema mexicà que treballa a Mèxic i Hollywood.
Luis Mandoki va estudiar Belles Arts a Mèxic i al San Francisco Art Institute, el London College of Printing i la London International Film School. Mentre assistia a aquesta última institució, va dirigir el seu primer curtmetratge Silent Music que va guanyar un premi al Festival Internacional de Cinema Aficionat del Festival de Canes el 1976.
De tornada a Mèxic, va dirigir curtmetratges i documentals per a l'Instituto Nacional Indigenista, Conacine (Comissió Nacional de Cinema) i el Centro de Producción de Cortometraje. El 1980 va rebre un premi Ariel de l'Acadèmia Mexicana de Cinema pel seu curtmetratge El secreto. Quatre anys després, la seva pel·lícula Motel va ser seleccionada per representar Mèxic a festivals de cinema d'arreu del món.
Als 30 anys va desenvolupar, escriure, produir i dirigir Gaby: A True Story, una pel·lícula sobre les lluites de la discapacitada Gabriela Brimer. Aquesta pel·lícula va ser nominada als premis Academy and Golden Globe. Durant els següents 15 anys, només va filmar en anglès fins a l'aclamada Voces inocentes del 2004. Aquesta pel·lícula li va atorgar una nominació al Premi Ariel a la millor direcció el 2005. La pel·lícula també va rebre tres premis i va ser nominada a la millor pel·lícula. La pel·lícula va ser seleccionada per representar a Mèxic per l'Oscar a la millor pel·lícula en llengua estrangera i va tenir una producció de taquilla de 49,4 milions de pesos (aproximadament 4,5 milions de dòlars nord-americans) i va ser vista per 1,5 milions de persones.
Actualment, Luis Mandoki resideix a Ciutat de Mèxic amb la seva dona, Olivia, i els tres fills Camille, Daniel i Michelle.

## Filmografia
- La vida precoz y breve de Sabina Rivas (2012)
- Fraude: México 2006 (2007)
- ¿Quién es el señor López? (2006) (DVD)
- Voces inocentes (2004)
- The Edge (2003)
- Trapped (2002)
- Mirada d'àngel (2001)
- Amazing Grace (2000)
- Missatge en una ampolla (1999)
- Quan un home estima una dona (1994)
- Nascuda ahir (1993)
- White Palace (1990)
- The Edge (TV, 1989)
- Gaby: A True Story (1987)
- Motel (1984)
- Papaloapan (1982)
- El secreto (1980)
- Campeche, un estado de ánimo (1980)
- Mundo mágico (1980)